# Klausner Hütte
Die Klausner Hütte (italienisch Rifugio Chiusa al Campaccio) ist eine Schutzhütte der Sektion Bozen des Club Alpino Italiano (CAI). Die Klausner Hütte ist nicht zu verwechseln mit der Klausenhütte in den Chiemgauer Alpen in Österreich.

## Lage und Umgebung
Die Hütte liegt in den östlichen Sarntaler Alpen in der Gemeinde Klausen in Südtirol. Sie liegt auf 1923 m s.l.m. oberhalb der Lahnwiesen am unbewaldeten Hang südlich der Lorenzispitze. Eine Besonderheit der Hütte ist der Blick in die Südtiroler Dolomiten.

## Geschichte
Vor dem Schutzhaus stand an dieser Stelle eine Almhütte namens Kompatsch. Der Klausener Bauer Moar zu Viersch brannte hier Latschenkiefernöl. 1908 erwarb die Sektion Klausen des DuÖAV das Haus mit 27,8 ha Grund und baute die Almhütte zu einem Schutzhaus um, wobei jedoch viel von der ursprünglichen Hütte erhalten blieb. 1923 wurde die Sektion Klausen enteignet, heute wird die Hütte von der Sektion Bozen des CAI betrieben. 1963 wurde die Fahrstraße zur Hütte erbaut.

## Anstiegsmöglichkeiten
Die Klausner Hütte kann in etwa 2½ Stunden von Latzfons zu Fuß erreicht werden. Der Anstieg lässt sich durch Anfahren der nördlich beziehungsweise nordwestlich oberhalb Latzfons liegenden Wanderparkplätze Kühhof (1550 m) oder Steineben (1544 m) an der Naturrodelbahn Lahnwiesen auf 1½ Stunden verkürzen.

## Tourenmöglichkeiten
Von der Hütte bieten sich folgende Gipfelbesteigungen an:
- Lorenzispitze (2483 m), 1½ Stunde
- Kassianspitze (2581 m), 2 Stunden
- Plankenhorn (2543 m), 2 Stunden
- Königsangerspitze (2436 m), 2½ Stunden

Folgende Übergänge zu anderen Hütten sind möglich:
- Schutzhaus Latzfonser Kreuz (2305 m), knapp 1 Stunde
- Radlseehütte (2284 m), 2 Stunden
- Stöfflhütte (2057 m), 2½ Stunden
- Rittner-Horn-Haus (2260 m), 4–5 Stunden
- Flaggerschartenhütte (2481 m), 5½ Stunden

Fernwanderwege und Mehrtagestouren:
- Die Klausner Hütte liegt auf dem Weg der Alpenüberquerung zwischen Garmisch und Brixen. Die beliebte Tour führt auf der vorletzten der 12 Etappen über die Fortschellscharte zur Hütte.
- Der Europäische Fernwanderweg E10 von Finnland nach Spanien führt direkt entlang der Hütte.
- Nicht auf dem direkten Weg, aber in wenigen Gehminuten entfernt, liegt der Weg der sogenannten Sarntaler Hufeisentour. In sechs bis sieben Tagen durchquert die Tour den Ost- und Westkamm der Sarntaler Alpen.

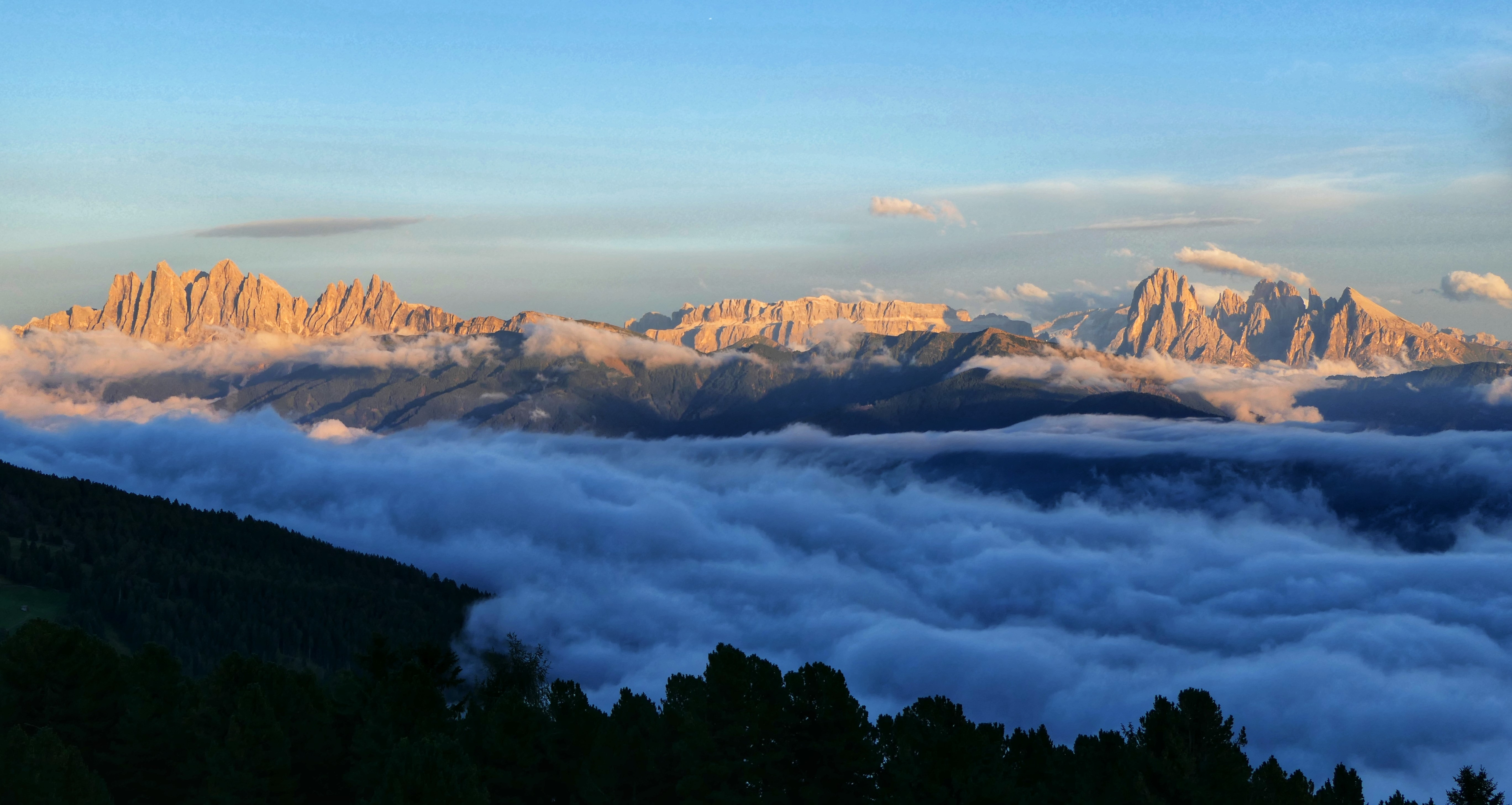
Abendliches Bergpanorama

## Karten und Literatur
- Helmut Dumler: Südtirol 2. Gebietsführer. Bergverlag Rother, München 1989, ISBN 3-7633-3305-3
- Topografische Wanderkarte, Monti Sarentini / Sarntaler Alpen, Blatt 040, 1:25.000, Casa Editrice Tabacco, ISBN 88-8315-054-6
- Gianni Zapparoli: 100 anni del Rifugio Chiusa – 100 Jahre Klausner Hütte: 1908–2008. Club Alpino Italiano, Bozen 2008
- Tabacco Karte Blatt 40 Sarntaler Alpen ISBN 978-88-8315-054-8